# Сословия в Российской империи
Сосло́вия в Росси́йской импе́рии — термин Свода законов Российской империи, описывающий несколько «разрядов» подданных, пользующихся особыми правами.

## Образование сословий
В допетровской Руси сословий в западноевропейском смысле слова не было; даже само слово «сословие» появилось только в XVIII веке, вначале для обозначения коллегии, корпорации, и лишь затем было перенесено на корпоративно организованные группы людей.
Стройной системы сословий в Российской империи так и не образовалось, так что отдельные исследователи (М. Конфино) считают, что сословий западноевропейского типа в России вообще никогда не было, либо допускают существование сословной системы с 1785 года, когда появились грамоты, детально определившие законные права и привилегии дворян и городских обывателей.
В российском законодательстве понятию «сословие» соответствовал термин «состояние»; изредка, впрочем, в законе  употреблялся термин «сословие», имевший неопределённое значение (в некоторых случаях он мог означать даже государственные органы). Из всех европейских государств роль правительства в создании сословий была наиболее видной именно в России, где они сложились преимущественно не только под влиянием, но и по инициативе государственной власти.
Деление российского общества на сословия основывалось в XIX — начале XX веков на общегосударственном законодательстве. Приобретаемые по рождению сословные права российских подданных могли изменяться в зависимости от получаемого ими образования, прохождения службы, результата их успешной или неуспешной торгово-промышленной деятельности, а также вследствие награждения чинами и орденами за неслужебные отличия, за заслуги в области благотворительности. Все сословия в России делились на привилегированные и непривилегированные, так называемые податные. Различия между ними в течение второй половины XIX — начала XX века постепенно сглаживались, но сохранились до 1917 года.
До середины XIX века дворянство и разночинная интеллигенция составляли образованное общество, которое культурно резко отличалось от остального народа. Простой человек всех представителей образованного общества считал «барами», а для образованных людей все прочие были простолюдинами, «мужиками». Так В. Рябушинский писал:

Начитанный, богатый купец-старообрядец с бородой и в русском длиннополом платье, талантливый промышленник-хозяин для сотен, иногда тысяч, человек рабочего люда и в то же время знаток русского искусства, археолог, собиратель русских икон, книг, рукописей, разбирающийся в исторических и политических вопросах, любящий свое дело, но полный и духовных запросов, такой человек был „мужик", а мелкий канцелярист, выбритый, в западном камзоле, схвативший кое-какие верхушки образования, в сущности малокультурный, мужика глубоко презирающий, один из предков грядущего русского интеллигента, — это уже „барин". Так продолжалось до половины 19 века почти без изменения, но некоторые черты такого разделения дожили и до начала 20 века, вплоть до революции.

## Классификация в начале XX века

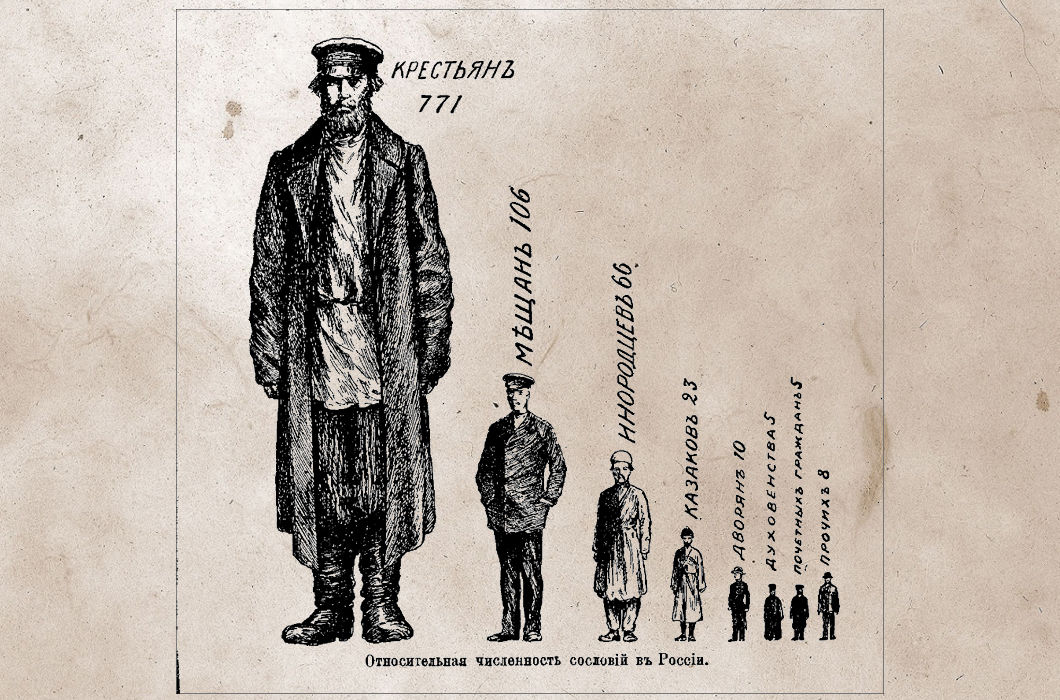
Численность сословий России (на 1000 человек) из книги Н. А. Рубакина «Россия в цифрах» 1912 года

По состоянию на начало XX века проживающие в Российской империи разделялись на подданных и иностранцев.
Подданные в свою очередь делились на природных подданных, инородцев и финляндских обывателей. В свою очередь природные подданные, жители Великого княжества Финляндского, а также некоторые из инородцев разделялись на сословные группы
Согласно общим положениям в начале IX тома Свода законов (статья 2) все природные обыватели России предполагались разделёнными на четыре главных группы людей:
1. дворянство➤,
2. христианское духовенство➤,
3. городские обыватели,
4. сельские обыватели (крестьянство).

Свод законов называл эти группы сословиями (статья 4), но комментаторы отмечали, что это название было весьма условным: эти группы людей не составляли одного целого и имели следующие подразделения:
- дворянство делилось на потомственное➤ и личное➤, последнее было ненаследуемым,
- духовенство разделялось по исповеданиям на православное, римско-католическое, протестантское и армяно-григорианское,
- городское сословие распадалось на пять различных «состояний» (статья 503):
  - почётные граждане (потомственные➤ и личные➤),
  - гильдейское купечество➤, местноe и иногороднеe (до 1863 года три гильдии, затем только две),
  - мещане➤ или посадские,
  - ремесленники или цеховые➤,
  - рабочие люди.

Крестьянство также было неоднородно: выделялись помещичьи крепостные крестьяне, казённые или удельные (лично свободные, но жившие на землях, принадлежавших государству или правящему дому- т. н. «свободные сельские обыватели»), посессионные (приписанные к рудникам или заводам).
По наследству членство передавали: потомственные дворяне, потомственные почётные граждане, мещане и крестьянство. Другие состояния не только не наследовались, но даже не были пожизненными. Так, правами купечества лица пользовались лишь при условии уплаты гильдейских пошлин и после их уплаты любой мог приобрести все права купечества. Так же и духовенство не образовывало на практике особого сословия: дети низшего духовенства (священнослужителей и церковнослужителей) причислялись к мещанам, а духовные лица, сложившие с себя сан, возвращались в первоначальное своё состояние. Кроме того, лицо, имевшее духовный сан, могло одновременно принадлежать и к дворянству. Тем самым особые права духовенства на практике не были сословными правами, а просто преимуществами, присвоенными духовному сану. Цеховые и рабочие люди также реально не были особым сословием, так как им законодательство не присваивало никаких особых личных прав (какие были, например, присвоены почётным гражданам и купцам).
В течение первых двух третей XIX века для образованных классов русского общества военная или гражданская служба была почти обязательной, хотя бы на короткое время, необходимое для получения обер-офицерских чинов (с 14—го по 9-й класс); в последующие десятилетия она оставалась одним из самых распространённых занятий. Для одних служба являлась главным источником средств к существованию, для других — необходимой формальностью, обеспечивающей полноправное положение в обществе (например, право голоса в дворянском собрании, давалось лишь после получения первого классного чина на службе) , для третьих — способом повысить свой социальный статус. Государственная служба охватывала большинство сфер интеллектуальной деятельности, в том числе научную, инженерную; медицинскую, педагогическую: все связанные с ними казённые должности включались в систему Табели о рангах.

### Дворянство
Основное привилегированное сословие Российской империи. Его главные преимущества: право владения населёнными имениями (до 1861), свобода от обязательной службы (с 1762 до введения в 1874 всесословной воинской повинности), свобода от телесных наказаний, свобода от земских повинностей (до налоговых реформ второй половины XIX века), право избирать и быть избранными на ряд административных должностей в местных государственных учреждениях (до земской и судебной реформ 1864), право поступления на государственную службу и на получение образования в привилегированных учебных
заведениях, право корпоративной организации — уездного и губернского дворянских собраний, имевших, в свою очередь, право непосредственного обращения
к верховной власти со своими нуждами.
Потомственное дворянство
Потомственные дворяне делились на шесть категорий, каждая из которых заносилась в отдельную часть губернской родословной книги: в 1-ю часть —дворяне, возведённые в дворянство по личному пожалованию императора; во 2-ю — получившие дворянство по военной службе; в 3-ю — по гражданской службе (сюда же относили и лиц, получивших дворянство по ордену, но на практике они нередко вносились в 1-ю часть); в 4-ю — дворяне иностранные,
перешедшие в российское подданство; в 5-ю — дворяне титулованные (бароны, графы, князья и др.); в 6-ю — старинные дворянские роды. Различий в правах и обязанностях между этими категориями не наблюдалось, но в ряд привилегированных учебных заведений принимались дети дворян из 5-й и 6-й частей родословной книги (а также дети лиц, имевших чины не ниже 4-го класса).
Женщины недворянских сословий при вступлении в брак с дворянином получали права дворянства, а дворянки при вступлении в брак с недворянином сохраняли свои права.
Личное дворянство
Личное дворянство давало все права потомственного дворянства, кроме права владения населёнными имениями, принадлежности к дворянскому обществу
(губернскому и уездному) и участия в выборах избираемых дворянством должностных лиц. Личное дворянство не передавалось по наследству. Дети личных дворян имели право поступления на государственную службу, но при её прохождении пользовались меньшими правами, чем дворяне потомственные. С 1832 года дети личных дворян получали потомственное почётное гражданство. До 1845 года личное дворянство получали все чиновники, получившие на гражданской службе чины с 14—го по 9-й класс. Но если дед и отец состояли на службе, приносящей личное дворянство, их внук, по достижении 17 лет и при поступлении на службу мог ходатайствовать о возведении его в потомственное дворянство. С 1845 года личное дворянство стали приносить чины с 14-го по 9-й класс на военной службе и с 9-го по 6-й на гражданской. С 1856 года личное дворянство можно было получить со званий майора до подполковника (8-й и 7-й классы) на военной службе и с коллежского асессора до статского советника (8-й и 5-й классы) на гражданской службе.

### Почётное гражданство
В Российской империи сословие почётных граждан было введено с 1832 года. Почётные граждане были свободны от податей, личных повинностей, обязательной службы и телесных наказаний, а их дома были свободны от военного постоя. Пользование правом почётного гражданства ограничивалось при поступлении в услужение для домашних работ. Сословие почётных граждан, также как дворянство, разделялось на потомственных и личных.
Потомственное почётное гражданство
Потомственными почётными гражданами зачислялись по рождению дети личных дворян и потомственных почётных граждан, а также дети православных священнослужителей, если они оканчивали духовную академию или семинарию и не причислялись к духовенству, дети лютеранских и реформатских проповедников (пасторов). Его получали коммерц- и мануфактур-советники (а также их вдовы и дети), лица, находившиеся не менее 20 лет в 1-й купеческой гильдии, не подвергшиеся за этот срок банкротству и «не опороченные» по суду, а также купцы, получившие вне службы чины или ордена, артисты и художники по истечении некоторого срока после получения диплома, дававшего право на артистическую или художественную деятельность. Получение потомственного почётного гражданства оформлялось, как и дворянство, через Герольдию.
Личное почётное гражданство
Личное почётное гражданство получали все офицеры от прапорщика (с 1884 — подпоручика) до капитана (с 1856) и гражданские чиновники с 14 -го по 9-й класс (до 1856 до 10-го класса), выпускники университетов и других высших учебных заведений, дети священнослужителей православного исповедания, не имевшие образовательного ценза и дети мусульманского духовенства, лица, усыновлённые дворянами и потомственными почётными гражданами, если они не имели более высоких сословных прав по рождению, а также лица, занимавшиеся в течение 10 лет «полезной» деятельностью. Дети личных почётных граждан должны были приписываться к тому сословию, на которое они имели право по образованию и роду занятий. На практике большинство детей чиновников, не выслуживших потомственного дворянства, писались в документах «из обер-офицерских детей». Их сословные права до совершеннолетия определялись чином отца, а после — собственным образованием и продвижением по службе.

### Духовенство
Должности православных священнослужителей (священники, диаконы) и церковнослужителей (дьячки, пономари) были принадлежностью духовного сословия. Относилось к привилегированным сословиям: освобождалось от подушной подати, рекрутской повинности и телесных
наказаний. Сословная принадлежность наследовалась, если дети получали доступное им образование в духовных училищах, семинариях и академиях, а затем получали духовный сан, либо занимали церковную должность (дьячка, пономаря и т. д.); в противном же случае они исключались из сословия и должны были избрать себе род занятий, т. е. поступить на службу, приписаться к мещанскому сословию или (если позволяли средства) записаться в купцы. Все дети духовенства могли переходить в другие сословия; дети священнослужителей имели право поступать на государственную службу. До 1884 года выпускники духовных семинарий имели право поступления в университеты, по окончании которых они приобретали соответствующие сословные и служебные права; затем их лишили этого права, сохранив возможность получения лишь медицинского образования; с 1894 года для выпускников духовных семинарий был открыт Сибирский университет, а с 1896 — и университеты, расположенные на национальных окраинах (Варшавский, Юрьевский, Финляндский). Формально священником мог стать каждый, получивший соответствующее образование либо обладающий необходимой подготовкой, но на практике лица из других сословий пополняли ряды духовенства крайне редко, в основном — выходцы из низших сословий и в XIX веке главным образом в отдалённых местностях. С 1869 духовное образование юридически стало всесословным, как и право на рукоположение в священнослужители, а наследование приходов отменили.
Мусульманские религиозные деятели в Российской империи в зависимости от своей сословной принадлежности относились к крестьянам, купцам и мещанам. Аналогичная практика применялась и к иудейским духовным лицам.

### Купечество
Купцы пользовались свободой от подушной подати, от телесных наказаний и рядом других привилегий. Принадлежность к купеческому сословию достигалась уплатой гильдейских платежей, но не была наследственной; приписаться к одной из гильдий мог любой состоятельный человек. Первоначально существовало три купеческих гильдии. 1-я гильдия требовала объявленного капитала не менее 50 тыс. руб., 2-я — 5 тыс. (с 1807 — 30 тыс. ) , 3-я — от 1 до 5 тыс. руб. (с 1807 — 8 тыс.); объявленный размер капитала проверке не подлежал. Основные привилегии (свобода от телесных наказаний и от рекрутской повинности) предоставлялась купцам двух первых гильдий. Право заниматься торговлей (кроме мелочной) и содержать промышленные предприятия (кроме мелких промыслов) имели только лица, приписанные к гильдиям. С 1863 года право вступления в гильдии давало приобретение гильдейских свидетельств; причём сохранялось лишь 2 гильдии: 1-я для лиц, занимавшихся оптовой торговлей (плата за свидетельство 565 руб.), и 2-я для торгующих в розницу и владеющих фабриками (не менее 16 рабочих); гильдейский сбор для 2-й гильдии составлял, в зависимости от класса местности (всего было 5 классов), от 40 до 120 руб. в год. Лица, не принадлежавшие к купечеству, могли брать временные платные свидетельства на право торговли и промыслов; дворяне в таком случае не освобождались от дворянских обязанностей, но и не лишались дворянских прав. К купеческому сословию принадлежали и члены семьи владельца гильдейского свидетельства, записанные с ним на один капитал. Купеческие права утрачивались в результате банкротства, по суду (в связи с приговором о лишении прав состояния) и в случае не возобновления гильдейского свидетельства. Купцы 1-й гильдии имели право приезда ко двору; им могли присваиваться почётные звания мануфактур-советников и коммерц-советников. Купеческое семейство, в течение 100 лет пребывавшее в 1-й гильдии, могло ходатайствовать о потомственном дворянстве.

### Мещанство
Горожане, не записанные ни в одну из гильдий и не принадлежавшие к привилегированным сословиям, относились к мещанам — податному сословию (наряду с крестьянством). Мещане платили подати, отправляли (до 1874) рекрутскую повинность, до середины XIX века подвергались телесным наказаниям. Принадлежность к сословию была наследственной. Мещане имели право заниматься мелкой торговлей и промыслами, работать по найму. В каждом городе они образовывали мещанское общество, избирали мещанскую управу, которая вела списки мещан, занималась раскладкой платежей и выдавала виды на жительство; во главе управы стояли мещанские старосты. В 1866 году мещане освобождаются от подушной подати, но платят налог с недвижимого имущества и покупают патенты на право занятия ремеслом и мелкой торговлей. Выход из мещанского сословия был возможен либо путём поступления на государственную службу (в случае получения образования), либо путём записи в купеческую гильдию (при наличии средств).

### Цеховые
Городские жители, занимавшиеся ремеслом, должны были записываться в цехи (по профессии). Каждый цех имел свою управу. С 1852 года в малых городах цехи могли объединяться с подчинением ремесленной управе. Не записавшимся в цех не позволяли открывать ремесленных заведений, держать рабочих и иметь вывеску. Принадлежность к цеху бывала временной или постоянной — «вечноцеховые». Полными цеховыми правами пользовались лишь постоянные члены. Только пробыв от 3 до 5 лет в учениках, они получали звание подмастерья, а затем, представив образец своей работы и получив одобрение, приобретали звание мастера. Открывать заведение с наёмными рабочими и держать учеников имели право только мастера. Они же избирали цехового старосту и ремесленного голову. Ведала всеми цеховыми в городе ремесленная управа. С 1900 года правительство Российской империи приступило к упразднению цехового устройства.

### Крестьянство
Податное низшее сословие, составлявшее большинство населения Российской империи. Крестьяне несли все повинности, подлежали телесному наказанию, отдавались в рекруты. До 1861 года крестьяне делились на помещичьих и государственных. После крестьянской реформы 1861 года бывшие помещичьи крестьяне вплоть до перевода на выкуп (затянувшегося до 1890-х годов) считались «временнообязанными». Выкупившийся или вольноотпущенный помещичий крестьянин должен был избрать род занятий, т. е. приписаться либо к мещанскому обществу, либо к гильдии, либо к сословию государственных крестьян, либо поступить в учебное заведение, окончание которого давало ему соответствующие права и статус (например, свободного художника). Государственные крестьяне имели свои выборные власти, избирали заседателей в земский суд. Они имели право перейти в мещане или купцы, получив свидетельство от общины, что за ними не числится недоимок, что их участок не будет заброшен, а также гарантировав уплату подушной подати на три года вперёд.

### Казачество
Особое военное сословие в Российской империи. Закон называл казачество «казачьим сословием», «казачьим состоянием», «казачьим званием», и «казачьим населением» (иногда в тексте одного и того же закона). Комментаторы-юристы объясняли это тем, что казак — это лицо другого (обычно крестьянского) сословия, носящее постоянное военное звание и потому с гражданской точки зрения казаки составляют группы внутри сословий, в основном, внутри крестьянского сословия, а с военной — воинское звание.
Но в работах, посвящённых непосредственно казачеству (исторических, статистических), говорится о существовании отдельного сословия казаков как об абстракции, необходимой для понимания исторических и экономических процессов. В конце XX и начале XXI века исследователи потому отмечают, что раз крестьяне обычно рассматривались как податное сословие (платили подушную подать) Российского государства (наряду с мещанством), а казаки и несущие казачью службу инородцы (башкиры, калмыки, буряты и так далее) подушной подати не платили, то казачество было отдельным сословием и с юридической точки зрения и относилось к неподатным сословиям (как и дворянство).
Казаки владели землёй на общинном основании, получая большие наделы, и были обязаны службой. При поступлении на службу казак приобретал
коня и обмундирование за свой счёт, а огнестрельное оружие выдавалось казённое. Присвоение офицерского чина приносило казаку положенные этому чину права (вплоть до получения потомственного дворянства по чину или по ордену). Казаки пользовались местным самоуправлением, могли отдавать детей в войсковые училища и не обременялись общегосударственными повинностями. В начале XX века в Российской империи существовали 11 казачьих войск, а также казачьи поселенцы в двух губерниях. С 1827 года атаманом всех казачьих войск считался наследник престола. Возглавлял каждое казачье войско наказной атаман с правами генерал-губернатора или командующего округом; при нём действовал войсковой штаб, а на местах управление осуществляли атаманы отделов (на Дону — окружные) и, далее, — станичные атаманы, избираемые станичными сходами. По мере организации армии на основе всеобщей воинской повинности (с 1874) и введения современной военной
техники, военное значение казачества уменьшалось, а колонизационное и полицейское возрастало.

## Военная служба
Прохождение военной службы начиналось с рядового, через последовательное nроизводство с начала в унтер-офицерские и лишь затем в nервый обер-офицерский чин. Все военнослужащие разделялись на отбывающих рекрутскую повинность (распространявшуюся на лиц податных сословий), сданных в рекруты, и на постуnивших в службу по доброй воле (с целью достижения чинов и совершения военной карьеры) — вольнооnределяющихся. По уставу все военнослужащие могли достигнуть офицерских чинов; разница в сословной nринадлежности сказывалась лишь в nорядке постуnления на службу и сроках
nроизводства. Однако на практике в дореформенной России получение первого офицерского чина не дворянами было весьма затруднено.
С 1863 года все выпускники университетов и гимназий независимо от сословной принадлежности получили право поступления на военную службу вольноопределяющимися сразу в унтер-офицерском звании, с производством в обер-офицеры: действительные студенты через 3 месяца, выпускники гимназий через 6 месяцев, а лица, не имевшие законченного среднего образования и обладавшие правами поступления на военную службу вольноопределяющимися, могли, без различия происхождения, сдать общеобразовательный экзамен и претендовать на производство в офицеры через год службы.

## Гражданская служба
В XVIII веке возможностью поступления на государственную службу пользовались практически почти все грамотные люди из свободного состояния. Низшие канцелярские должности приносили и низшие чины, предшествующие классным: копиист, подканцелярист, канцелярист, губернский регистратор. По букве закона гражданскую службу следовало начинать с этих чинов, так же как военную — с рядового. В 1790 году было установлено, что канцелярские служащие должны производиться в первый классный чин (14-го класса) в зависимости от происхождения: дети потомственных дворян через 3 года службы, дети личных дворян, купцов 1-й и 2-й гильдий и дети священнослужителей — через 4 года, дети церковнослужителей, купцов 3-й гильдии — через 12 лет, а солдатские дети — через 20 лет. Практиковалась запись дворян в гражданскую службу в детском возрасте, но реже, чем в военной службе.
Женщины на государственную службу не допускались. На канцелярские должности в большинстве ведомств их не разрешалось брать даже по вольному найму. Для счётных работ женщин принимали в учреждения императрицы Марии и — по найму — на ряд низших должностей на почте, телеграфе, в учреждениях Министерства путей сообщения и Государственного контроля. На службу (без чинов, но с правом на пенсию) женщины зачислялись на акушерские, фельдшерские и аптекарские должности и на учебно-воспитательные должности в женских учебно-воспитательных учреждениях.
Запрещалось принимать на службу иностранцев (кроме учёной и учебной служб).
Нехватка грамотных людей для государственной службы вынудила в 1808 году расширить право занятия канцелярских должностей на выходцев из податных сословий. В 1811 году податных разрешили принимать на службу в канцелярии министерств и Сената, а с 1812 года на службу в учебные заведения. Наряду с происхождением право на поступление на государственную службу давало и образование. Независимо от происхождения им пользовались лица, получившие учёные степени (доктора, магистра, кандидата) в российских университетах, степени доктора медицины, лекаря, магистра фармации, магистра ветеринарных наук, провизора, ветеринара; лица, окончившие университеты и Главный педагогический институт со званием действительного студента или младшего учителя гимназии, а также выпускники гимназий.
С 1827 года начали вводиться ограничения для лиц низших сословий.

## Реформы Александра II
После реформ Александра II, по мнению Н. М. Коркунова, эффективно сословные различия сохранились только в существовании одного привилегированного сословия — дворянства. Тем самым русское законодательство того времени о правах состояния состояло в противоречии с фактическими условиями жизни; не редкость была встретить человека, который не знал, к какому сословию он принадлежал.

## Ликвидация сословного разделения
Отмена сословий стала планироваться сразу после Февральской революции; ожидалось, что всесословный характер будущей Российской республики будет утверждён Учредительным собранием.
Однако сословная организация общества была упразднена по декрету «Об уничтожении сословий и гражданских чинов», утверждённому Центральным Исполнительным Комитетом Советов рабочих и солдатских депутатов в ноябре 1917 года.